# Henri Denys
Henri Denys (* 8. März 1930 in Emelgem; † 12. September 2021 in Ardooie) war ein belgischer Radrennfahrer.

## Sportliche Laufbahn
Denys war im Straßenradsport aktiv. 1951 wurde er Gesamtzweiter der Belgien-Rundfahrt für Amateure hinter Noël Malfait. Von 1952 bis 1960 war er Unabhängiger und Berufsfahrer. 1952 holte er einen Etappensieg in der Belgien-Rundfahrt für Unabhängige.
1956 siegte er im Eintagesrennen Kuurne–Brüssel–Kuurne vor Wim van Est. Er gewann eine Reihe von Kriterien und Eintagesrennen, darunter den Grote Prijs Briek Schotte 1953, den Omloop van Midden-Vlaanderen, den Omloop der 3 Provincies und Brüssel–Izegem 1955 und 1957, den Circuit Dunkerque 1956, den Omloop van de Westkust 1957.
Dritter wurde er in der Elfstedenronde 1953 und 1957, im Nokere Koerse und bei Kuurne–Brüssel–Kuurne 1955.